# Minusinsk
Minusinsk (ru. Минусинск) este un oraș din regiunea Krasnoiarsk, Federația Rusă, cu o populație de 72.561 locuitori.

## Orașe înfrățite
- Norilsk, Rusia

1. ↑  OKTMO 179/2016, accesat în 20 octombrie 2016